# Geopark Železné hory

Logo Geoparku Železné hory

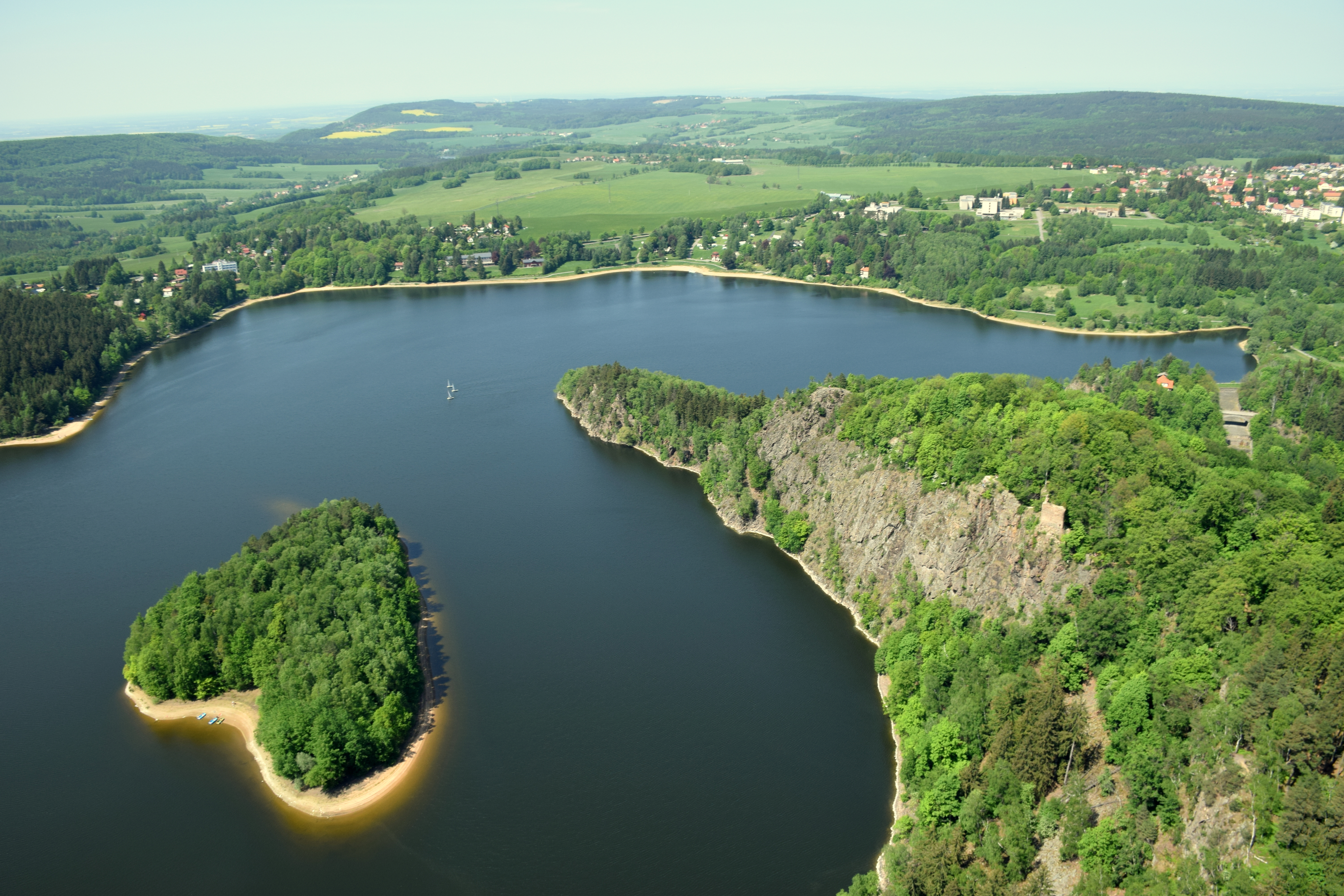
Sečská přehrada a ostrůvek ve tvaru srdce

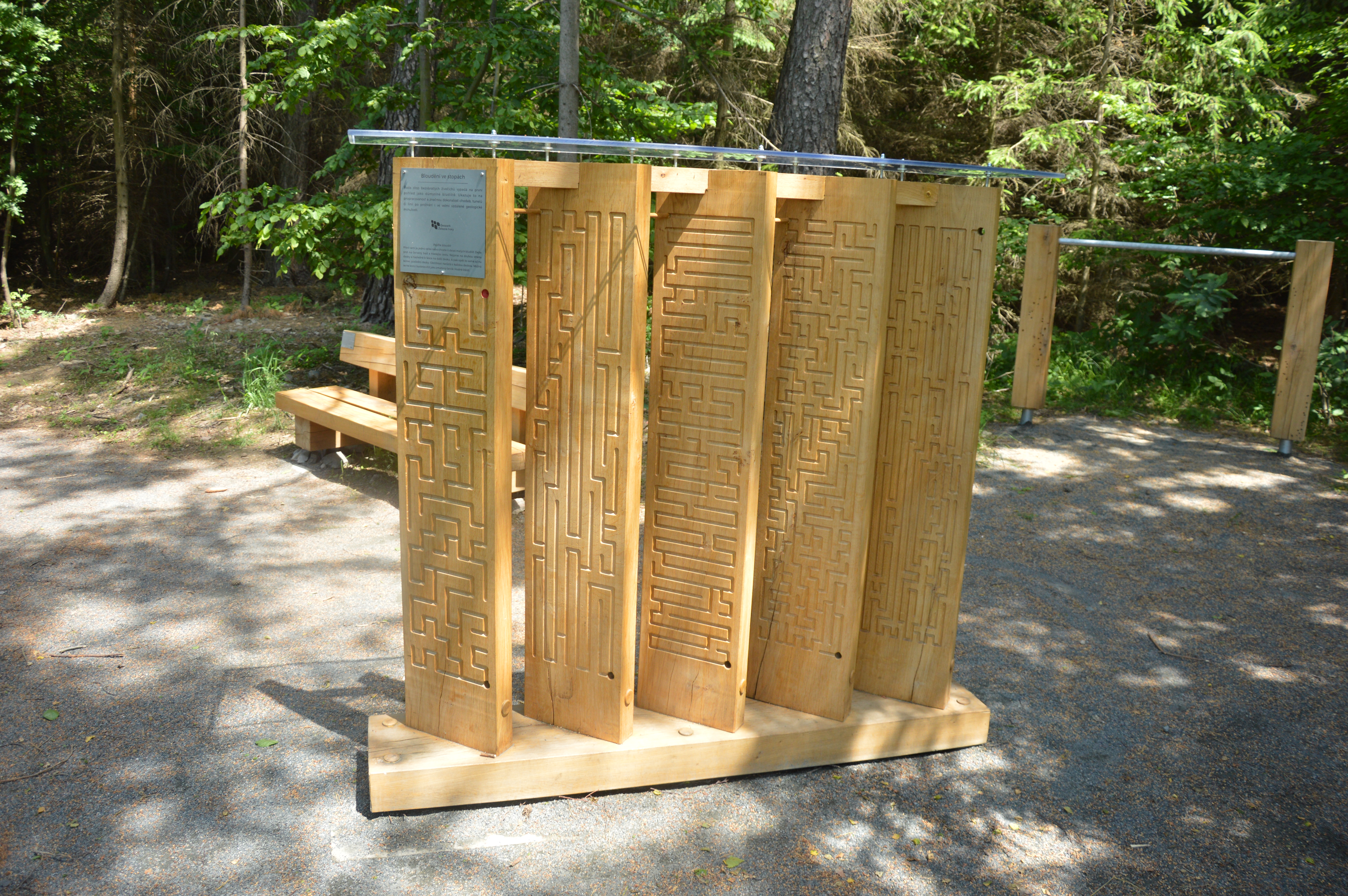

Geopark Železné hory je geopark nacházející se v Česku, který se rozkládá na ploše 777,5 km2. Převážná část území leží v Pardubickém kraji, oblast kolem Ždírce nad Doubravou a Chotěboře zasahuje do kraje Vysočina. Přibližně z jedné třetiny je území tvořeno chráněnou krajinnou oblastí Železné hory, spadající v rámci AOPK ČR od 1. ledna 2024 pod nově utvořené Regionální pracoviště Vysočina.  Mimo tuto oblast je součástí geoparku celá řada dalších maloplošně chráněných území.
Vedle přírodního bohatství je na území i celá řada kulturně historických cenností, unikátních muzeí a četné sportovní a rekreační objekty a území. Oblast Geoparku Železné hory je rájem pro pěší turistiku a cykloturistiku. Celé území je velmi hustě pokryto dobře značenou sítí turistických a cykloturistických tras. Vedle toho je zde i několik desítek kilometrů koňských jezdeckých stezek a v zimě též značených běžkařských tras. Geopark Železné hory tuto infrastrukturu využívá a zároveň se snaží ji doplňovat o geotopy, tedy lokality se zajímavým geologickým obsahem.

## Geografie a geologie
Na území geoparku je možné nalézt více než 100 druhů hornin s řadou ojedinělých a vzácných minerálů a usazeniny se širokým spektrem zkamenělin. Toto ne příliš rozsáhlé území je geologicky velice pestré.

## Cíle
Geopark je geologicky cenné území, kde jsou ve spolupráci s místními obyvateli a organizacemi (státními, neziskovými i soukromými) rozvíjeny aktivity na podporu rozvoje oblasti a podporu návštěvnosti a vzdělanosti. Vedle geologických objektů a jevů jsou důležité i další zajímavosti, jako jsou kulturní a ekologické fenomény, archeologické a historické památky. Nejedná se o území, které by nějakým způsobem omezovalo lidskou činnost vyjma oblastí, které již mají nějaký ochranný status (CHKO, přírodní památky, přírodní rezervace apod.). Geopark spojuje propagaci geologického dědictví s regionálním rozvojem a vhodným způsobem seznamuje veřejnost s geologickými procesy, významem přírodních zdrojů a jejich využitím v hospodářské a kulturní historii.